# Carolyn S. Shoemaker
Carolyn Jean Spellmann Shoemaker (24. června 1929 Gallup – 13. srpna 2021 Flagstaff) byla americká astronomka a spoluobjevitelka komety Shoemaker-Levy 9. Dříve držela rekord v největším počtu objevených hvězd.
Ačkoliv vystudovala historii, politologii a anglickou literaturu, o vědu se začala zajímat poté, co se seznámila se svým budoucím manželem Eugenem Merlem Shoemakerem. Ačkoliv neměla relativní zkušenost a relevantní akademický titul, začala pracovat na Kalifornském technologickém institutu, kde prokázala schopnost se velmi soustředit a velmi dobré stereoskopické vidění.